# Juliana Rojas

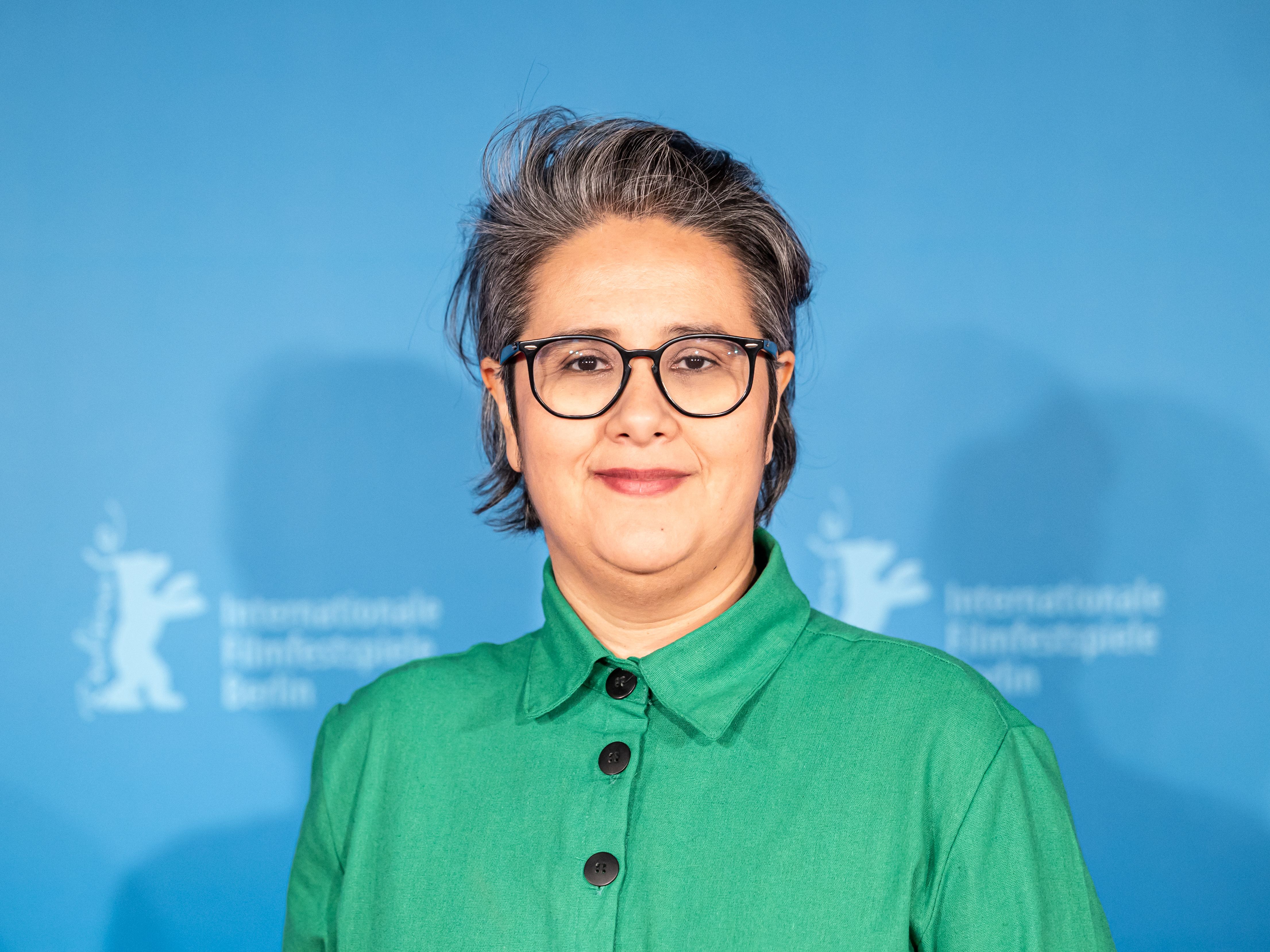
Juliana Rojas auf der Berlinale 2024

Juliana Rojas (geboren am 23. Juni 1981 in Campinas) ist eine brasilianische Drehbuchautorin und Regisseurin von Kurzfilmen, Spielfilmen und Serien.

## Biografie
Sie studierte Film an der School of Communication and Arts (Universidade de São Paulo USP). Ihre Filme bestehen oftmals aus einer Mischung aus Horror, Fabel und Musical, manchmal auch Comedy. Sie nahm an internationalen Genre-Festivals wie Sitges Festival Internacional de Cinema Fantàstic de Catalunya, Fantastic Fest Austin (Texas) und am Filmfestival von Gramado teil.
Als Drehbuchautorin für Fiktion-Serien wirkte Juliana Rojas bei „Supermax“ (Rede Globo), „3%“ (Staffel 2, Netflix) und „Boca a Boca“ (en: Kissing Games, Netflix) mit. Sie führte Regie bei Episoden der Serien „Boca a Boca“ (Netflix), „Terrores Urbanos“ (Record) und „Tarã“ (Disney+, erscheint 2024). Sie bietet individuelle Drehbuchberatung an und war als Tutorin tätig (Novas Histórias, BRLab, Icuman Lab und Sesc Argumenta).
An der USP lernte sie den Studienkollegen Marco Dutra kennen, mit dem sie in der Folgezeit vielfach zusammenarbeitete. Die beiden schlossen sich „Filmes do Caixote“, einem Kollektiv von Filmemachern, an. Ihre Arbeit wird einem neuen brasilianischen Kino zugerechnet, das eine Ästhetik ohne Zugeständnisse an den Markt mit neuen Erzählformen verknüpft. Dabei werden durch die enge Kooperation zwischen Regisseuren und Technikern die Nachteile enger Budgets überwunden.
In ihren Filmen bearbeitet Rojas immer wieder Macht- und Herrschaftsverhältnissen zwischen Zentrum und Peripherie der städtischen Metropole. Fantastischen Komponenten bis hin zum Horror spielen mit. Ungewöhnliche Geräusche, düstere Visionen oder Körperveränderungen werden zu Symptomen eines allgemeinen Unwohlseins.
Rojas und Dutra drehten 2004 den Kurzfilm „O Lençol Branco“, der im Cannes Lions International Festival of Creativity gezeigt wurde sowie 2007 „Um Ramo“ (Kodak Discovery Award, Cannes Critics’ Week). Ihr erster Spielfilm „Trabalhar Cansa“ von 2011, eine weitere Zusammenarbeit mit Dutra, wurde ebenfalls in Cannes in der Sektion „Un Certain Regard“ gezeigt. „As Boas Maneiras“ (Good Manners) erhielt den Special Jury Award auf dem Locarno Film Festival. Sie arbeitete als Redakteurin in Filmen wie dem Dokumentarfilm „Pulsações“ (2011) von Manoela Ziggiatti. Als Soloregisseurin führte sie Regie bei den Kurzfilmen „O Duplo“ (Besondere Erwähnung in Cannes) und „The Passage of the Comet“ (Premiere auf dem International Film Festival Rotterdam) sowie bei den Spielfilmen „Symphony of the Necropolis“ (FIPRESCI-Preis, Festival Internacional de Cine de Mar del Plata). Dieser Film gewann 2014 auch den Critics Award für den besten brasilianischen Film beim Filmfestival von Gramado. Der Film Cidade; Campo wurde für die 74. Berlinale, in der Sektion Begegnungen ausgewählt und brachte Rojas den dortigen Regiepreis ein.

## Filmografie
- 2005 O Lençol Branco (The White Sheet), Kurzfilm, Co-Regie: Marco Dutra
- 2005 Nenhuma Carta Para o Senhor Fernando (Mr. Fernando Has No Mail), Kurzfilm
- 2007 Um Ramo (A Stem), Kurzfilm, Co-Regie: Marco Dutra
- 2008 Vestida (Dressed), Kurzfilm
- 2011 Pra eu Dormir Tranquilo (To Sleep Quietly), Kurzfilm
- 2011 Trabalhar Cansa (Hard Labor), Co-Regie: Marco Dutra
- 2012 O Duplo (Doppelgänger), Kurzfilm
- 2013 Nascemos Hoje, Quando o Céu Estava Carregado de Ferro e Veneno (We Were Born Today, When the Sky Was Heavy with Iron and Poison), Kurzfilm, Co-Regie: Marco Dutra
- 2014 Sinfonia da Necrópole (Necropolis Symphony)
- 2017 A Passagem do Cometa (The Passage of the Comet)
- 2017 Gute Manieren (As Boas Maneiras), Co-Regie: Marco Dutra[9][10]
- 2024 Cidade; Campo